# Tituria assamensis
Tituria assamensis är en insektsart som beskrevs av William Lucas Distant 1908. Tituria assamensis ingår i släktet Tituria och familjen dvärgstritar. Inga underarter finns listade i Catalogue of Life.